# CF Estrela da Amadora
C.F. Estrela da Amadora (AFI: (ɨ)ʃˈtɾelɐ dɐ ɐmɐˈdoɾɐ) este un club profesionist de fotbal din Amadora, Portugalia care evoluează în Primeira Liga.

## Jucători notabili
- Mauro Almeida
- Henrique Hilário
- Paulo Bento
- Abel Xavier
- Miguel
- Jorge Andrade
- Nélson
- Tiago Gomes
- Rui Duarte
- José Calado
- Carlos Chaínho
- António Semedo
- Álvaro Magalhães
- Silvestre Varela
- António Mendonça
- Maximiliano Estévez
- Celsinho
- Fernando
- Roberto Assis
- Tomislav Ivković
- Anthony da Silva
- Moses Sakyi
- Richard Daddy Owobokiri
- Luis Aguiar

## Foști antrenori
- Lito Vidigal
- Daúto Faquirá
- António da Conceição
- Miguel Quaresma
- Jorge Jesus
- Carlos Brito

## Titluri
- A Doua Ligă a Portugaliei: 1992-93
- Cupa Portugaliei: 1989-90